# Il Musichiere
Il Musichiere era un celebre programma televisivo italiano diretto da Antonello Falqui, andato in onda sul Programma Nazionale il sabato sera per 90 puntate, dal 7 dicembre 1957 al 7 maggio 1960. Era trasmesso dallo storico 'Studio Uno' dell'allora nuovissimo centro di produzione Rai di via Teulada a Roma.
Condotto dall'attore romano Mario Riva, Il Musichiere era un gioco musicale a quiz: i concorrenti, seduti su una sedia a dondolo, dovevano ascoltare l'attacco di un brano musicale e, una volta riconosciutolo, precipitarsi a suonare una campanella a dieci metri di distanza per avere diritto a dare la propria risposta, accumulando gettoni d'oro per il montepremi finale. Il montepremi si conquistava indovinando il "motivo mascherato", eseguito all'apertura di una cassaforte che conteneva la vincita.
I motivi musicali erano eseguiti dall'orchestra di Gorni Kramer, assistito da un giovane Gianni Ferrio e da due cantanti: Nuccia Bongiovanni e Johnny Dorelli. Quest'ultimo fu poi sostituito da Paolo Bacilieri, perché Ladislao Sugar spedì Johnny Dorelli al Festival di Sanremo, dove cantò in coppia con Domenico Modugno Nel blu dipinto di blu arrivando primi (da una sua intervista rilasciata al Corriere della Sera).
Si tratta di uno dei pochissimi programmi Rai degli anni cinquanta a essersi conservato per intero negli archivi della Televisione di Stato.

## Il programma
Ispirato a un format statunitense della NBC, intitolato Name That Tune, il quiz ideato dalla coppia di autori di rivista e commedia musicale Pietro Garinei e Sandro Giovannini riscontrò un grande favore di pubblico grazie alla semplicità del meccanismo di gioco, ma soprattutto grazie alla facilità con cui tutti da casa potevano partecipare attivamente, avvalendosi soltanto della propria conoscenza del panorama musicale popolare, allora molto meno ramificato e complesso di quello odierno.

Nuccia Bongiovanni e Paolo Bacilieri nel Musichiere 1959

Il gioco era essenzialmente identico a quello americano, tuttavia la conduzione di Mario Riva conferì alla trasmissione un'atmosfera familiare e popolaresca. Per questo Il Musichiere finì col diventare il contraltare di Lascia o raddoppia?, contrapponendo al rigore l'improvvisazione, all'accademismo la spontaneità, alla cultura la canzonetta. Il tutto senza mai cadere nel futile o nella volgarità: non a caso i testi della trasmissione erano firmati da Pietro Garinei e Sandro Giovannini, grandi professionisti dello spettacolo leggero, garanzia di classe e intelligenza.
La trasmissione esordì alle 22.15 di sabato 7 dicembre 1957 con il titolo Conosci questo motivo?. L'inaspettato successo fece sì che, già dalla settimana seguente (14 dicembre),  il programma fu promosso in prima serata alle 21.10 (andando a sostituire lo sceneggiato Tessa, la ninfa fedele, il quale fu retrocesso in seconda serata, ovvero alle ore 22).
A Mario Riva erano affiancate due vallette, denominate le "Simpatiche", nel cui ruolo si sono avvicendate Lorella De Luca, Alessandra Panaro, Carla Gravina, Patrizia Della Rovere, Patrizia De Blanck, Marilù Tolo, Mimma Di Terlizzi e Brunella Tocci. Le vincite non raggiunsero mai cifre leggendarie: l'unico campione che riuscì ad emergere dall'anonimato, con una vincita di otto milioni di lire circa, fu Spartaco D'Itri, cameriere in un ristorante romano che, grazie al premio vinto, riuscì ad aprire un'attività in proprio.
Uno dei momenti più attesi della trasmissione era quello dell'ospite che, anche se proveniente dal mondo del cinema, del teatro o dello sport, veniva inevitabilmente costretto a cantare. Ospiti celebri furono Mario Soldati, Odoardo Spadaro, Alberto Sordi, Gary Cooper, Van Heflin, Perry Como, Louis Armstrong, Totò, Marcello Mastroianni, Jayne Mansfield, Dalida, Fausto Coppi e Gino Bartali, Mina e Adriano Celentano. Questi ultimi due esordirono in televisione proprio grazie a Mario Riva, in una famosa puntata dedicata agli "urlatori", comparendo a sorpresa da un grande juke box.

Spartaco D'Itri, a destra, con Michele Galdieri. D'Itri fu il maggior campione del quiz, vincendo 8 milioni in 15 settimane consecutive

Mario Riva e Jacques Tati nel 1958

Sigla della trasmissione era Domenica è sempre domenica, brano che Garinei, Giovannini e Kramer avevano composto per la commedia musicale Un paio d'ali, ma che divenne famoso proprio attraverso questa trasmissione.
Con il crescere della popolarità della trasmissione e del suo conduttore, venne anche fondata dalla Mondadori una rivista settimanale, Il Musichiere, in vendita nelle edicole, che fu uno dei primi esempi di vendita abbinata a un gadget: ogni copia conteneva un flexi-disc con inciso un brano musicale, prodotto dalla casa discografica The Red Record.
Successivamente nacque anche il Festival del Musichiere, che offriva ai compositori dilettanti una straordinaria possibilità: chiunque poteva inviare un proprio componimento poetico, e i pezzi selezionati venivano musicati da autori professionisti e cantati in tre serate che si svolgevano all'Arena di Verona.
 Il 21 agosto 1960, pochi istanti prima dell'inizio della serata finale della seconda edizione del festival, Mario Riva cadde in una botola del palco procurandosi una rovinosa frattura, le cui complicanze di lì a pochi giorni lo portarono alla morte.
Il gioco fu riproposto in maniera esattamente identica all'originale nel 1996 all'interno del varietà televisivo condotto da Pippo Baudo e Giancarlo Magalli Mille lire al mese in cui le canzoni erano eseguite dall'orchestra diretta da Gianni Ferrio e da Sabina Stilo e Marco Del Freo.
Già nel 1971, lo stesso Baudo aveva condotto una versione in miniatura del gioco in una puntata di Teatro 10, andata in onda il 18 aprile per la regia di Antonello Falqui, sempre con l'orchestra di Ferrio. I due concorrenti, presentati da Alberto Lupo a Baudo come "grandi rivali", erano Claudio Villa e Massimo Ranieri. Villa, che nello slancio per suonare la campanella finì ripetutamente sulla prima fila del pubblico e si strappò la manica sinistra della camicia, vinse per 6 a 4 e devolse la vincita (600.000 lire) in beneficenza ai terremotati di Tuscania. Ranieri devolse la propria (400.000 lire) alla Casa dello scugnizzo a Napoli.

## Cinema
Il programma ha ispirato il film Domenica è sempre domenica che narra proprio le avventure di un concorrente del Musichiere, interpretato da Alberto Sordi.
È presente anche il conduttore Mario Riva che interpreta sé stesso.

## Gioco da tavolo
Il successo del programma fece sì che nel 1958 Editrice Giochi traspose la trasmissione televisiva in gioco da tavolo.
La scatola gioco era caratterizzata da un piccolo pianoforte funzionante: i tasti percuotevano delle viti filettate di differente lunghezza, che vibrando emettevano le note musicali. Mancando tuttavia dei tasti neri, il pianino non consentiva l'esecuzione di brani contenenti note alterate.
Nella scatola vi era una serie di spartiti di brani da indovinare: il giocatore per prenotarsi doveva suonare una piccola campana sospesa ed indovinare il motivo musicale.
Sono state fatte 3 edizioni del gioco: nel 1958 ne uscirono due che si differenziavano solo per la scatola leggermente diversa; nel 1959 uscì la terza che raccoglieva le canzoni del Festival di Sanremo dello stesso anno. La componentistica di ogni edizione non cambia.